# Ray Prosser
Pas d'image ? Cliquez ici

a Compétitions nationales et continentales officielles uniquement.

b Matchs officiels uniquement.
Thomas Raymond « Ray » Prosser, né le 2 mars 1927 à Pontypool et mort le 22 novembre 2020, est un joueur de rugby à XV qui a joué avec l'équipe du pays de Galles, évoluant au poste de pilier.
Ray Prosser a également représenté les Lions britanniques dans leur tournée de 1959 en Australie et en Nouvelle-Zélande, et a joué au rugby à XV sur invitation pour les Barbarians.
Il est ensuite devenu l'entraîneur du club de Pontypool RFC pendant dix-huit années.

## Carrière de joueur
Ray Prosser est né le 2 mars 1927 à Pontypool, au pays de Galles ; il poursuit ses études à la George Street School. Il est conducteur d'engins dans les Travaux publics.
Il joue en club avec Pontypool, qu'il a rejoint à la fin des années 1950. Il est le capitaine durant deux saisons en 1956-1958. Il connaît également six sélections avec les Barbarians de 1957 à 1961. Il dispute son premier test match le 4 février 1956 contre l'équipe d'Écosse et son dernier test match contre l'équipe de France le 25 mars 1961. Il dispute un test match victorieux avec les Lions britanniques en tournée en 1959 en Nouvelle-Zélande.

## Carrière d'entraîneur
Après avoir mis fin à sa carrière de joueur, il prend la tête du club de Pontypool RFC comme entraîneur en 1969. Il connaît le succès avec des joueurs comme la première ligne Graham Price, Bobby Windsor et Charlie Faulkner, les trois joueurs sélectionnés avec le pays de Galles. Il est 18 ans durant l'entraîneur.

## Statistiques en équipe nationale
- 22 sélections en équipe nationale
- 3 points (1 essai)
- Sélections par année : 2 en 1956, 4 1957, 5 en 1958, 5 1959, 5 en 1960, 2 en 1961
- Tournois des Cinq Nations disputés : 1956, 1957, 1958, 1959, 1960, 1961
- Victoire dans le Tournoi des Cinq Nations 1956